# Julien Carette

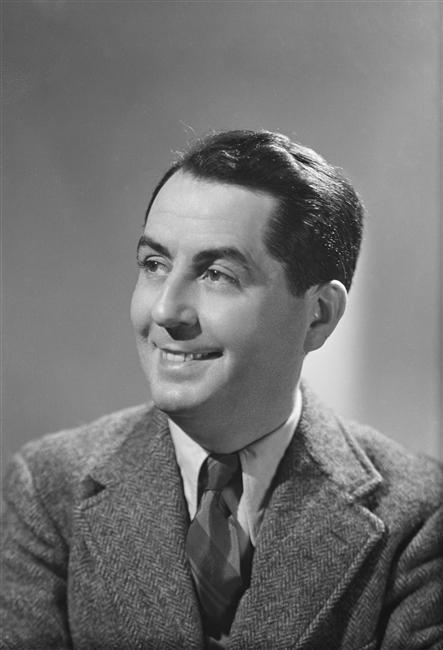
Julien Henri Carette (1940)

Julien Henri Carette (* 23. Dezember 1897 in Paris; † 20. Juli 1966 in Le Vésinet) war ein französischer Schauspieler.

## Leben und Wirken
Carette arbeitete zunächst unter anderem als Verkäufer. Er besuchte anschließend das Pariser Konservatorium, bestand die Abschlussprüfung jedoch nicht. Nach dem Ersten Weltkrieg trat er in Gelegenheitsengagements an verschiedenen Pariser Kabaretten und Music Halls auf. Erst mit der Einführung des Tonfilms begann seine Filmkarriere. In den 1930er Jahren spielte er in zahlreichen seichten Unterhaltungsfilmen. Er trat dabei auch in Travestie-Rollen wie als Georges/Georgette in der französischen Version von Reinhold Schünzels Viktor und Viktoria (1933) und als verführerische Holländerin in Richard Pottiers Fanfare d’amour (1935) auf. Jean Renoir setzte den kleingewachsenen Carette seinem Erscheinungsbild entsprechend in den Klassikern Die große Illusion (1937), Bestie Mensch (1938) und Die Spielregel (1939) ein.
Drei Jahrzehnte lang war Carette ein vielbeschäftigter und populärer Nebendarsteller des französischen Kinos. Eine seiner wenigen Hauptrollen übernahm er 1943 in Adieu Léonard. Nach dem Zweiten Weltkrieg wurden Carette mehrere Rollen auf den Leib geschrieben, darunter 1951 die des hinterhältigen Mörders in Die rote Herberge unter der Regie seines Freundes Claude Autant-Lara. In den 1950er Jahren war er in vielen französisch-italienischen Co-Produktionen zu sehen.
Carette litt an schwerer Arthrose und konnte sich nicht rechtzeitig retten, als beim Anzünden einer Zigarette ein heruntergefallenes Streichholz sein Haus in Le Vésinet in Brand setzte. Er starb an den Folgen seiner Verbrennungen.

## Filmografie (Auswahl)
- 1937: Die große Illusion (La grande illusion)
- 1937: Der Dickschädel (Gribouille)
- 1938: Die Marseillaise (La Marseillaise)
- 1938: Theaterliebe (Entrée des artistes)
- 1938: Bestie Mensch (La bête humaine)
- 1939: Die Spielregel (La règle du jeu)
- 1939: Diebe und Liebe (Battement de cœur)
- 1943: Adieu Léonard
- 1943: Ein Fräulein vom Amt (Service de nuit)
- 1945: Drei an einem Tag (Messieurs Ludovic)
- 1945: Sylvia und das Gespenst (Sylvie et le fantôme)
- 1946: Pforten der Nacht (Les portes de la nuit)
- 1948: Ein so hübscher kleiner Strand (Une si jolie petite plage)
- 1949: Hafen der Verlockung (La Marie du port)
- 1951: Ohne Angabe der Adresse (…Sans laisser d'adresse)
- 1951: Die rote Herberge (L'auberge rouge)
- 1952: Auf den Straßen von Paris (La fête à Henriette)
- 1952: Heiratsvermittlung (Agence matrimoniale)
- 1953: Die Liebe einer Frau (L’amour d’une femme)
- 1954: Casa Ricordi
- 1955: Block 3 antwortet nicht (Pas de coup dur pour Johnny)
- 1955: Skandal in Paris (La môme Pigalle)
- 1956: Schatten auf dem Dach (Je reviendrai à Kandara)
- 1956: Die Wölfe (Pardonnez nos offenses)
- 1956: Schuld und Sühne (Crime et châtiment)
- 1956: Paris, Palace Hotel (Paris, Palace Hôtel)
- 1957: Die Zwillinge und der Mörder (Les trois font la paire)
- 1957: Die Zeit der harten Eier (Le temps des œufs durs)
- 1958: Polikuschka
- 1958: Der Tag und die Nacht (Le miroir à deux faces)
- 1958: Das Spiel war sein Fluch (Le joueur)
- 1959: Im Kittchen ist kein Zimmer frei (Archimède le clochard)
- 1959: Die grüne Stute (La jument verte)
- 1959: Das Haus der 1000 Fenster (La millième fenêtre)
- 1960: Das Bett des Königs (Vive Henri IV… vive l'amour!)